# Fazenda Velha (Telêmaco Borba)
A Fazenda Velha é um espaço preservado, no município de Telêmaco Borba, no Paraná, que abriga um casarão em estilo colonial que foi sede da antiga Fazenda Monte Alegre (também denominada de Fazenda do Alegre), além de outras pequenas edificações, como a antiga caixa de água. A localidade está inserida nos chamados “Sertões do Tibagi”, na região dos Campos Gerais, no Segundo Planalto Paranaense, na região Centro Oriental do Paraná. Toda essa área da fazenda e estrutura pertence atualmente ao Grupo Klabin que atua na região, com a Unidade Monte Alegre (indústria de papel em Telêmaco Borba) e o Departamento Florestal do Paraná (da Klabin S.A.). Essa fazenda chegou a ser propriedade do militar federalista Bonifácio José Batista, conhecido como Barão de Monte Carmelo.

## Origens e antecedentes
A fazenda colonial é considerada a primeira ocupação branca nos ‘Campos do Alegre’, na atual área do município de Telêmaco Borba. Antes disso, esses campos próximos ao rio Alegre, eram ocupados unicamente por indígenas caingangues, conhecidos como bugres ou botocudos, que desenvolveram-se sua cultura à sombra dos pinheirais. Alguns outros grupos indígenas da região também foram convertidos por missões jesuítas no Paraná no século XVII, como no município vizinho de Ortigueira, com a redução jesuítica de Nuestra Señora de la Encarnación, próxima a atual localidade de Natingui. Já no século XVIII, houve um massacre desses indígenas. Esse episódio ficou conhecido como a 'Chacina do Tibagi'. José Félix da Silva, grande latifundiário da região, senhor da Fazenda Fortaleza no município de Tibagi, nos Campos Gerais, visando expandir sua propriedade, ordenou a matança dos índios, justificando como uma vingança a morte de um comparsa. A localidade da matança ficou conhecida até no século XX como Mortandade. Félix da Silva conseguiu então dominar as terras ao norte dos Campos Gerais.
No século XIX, o escritor e coronel federalista Telêmaco Augusto Enéas Morosini Borba esteve desbravando a região, tendo também estudado os índios remanescentes daquela determinada etnia. Em 1882, o coronel escreveu o Pequeno vocabulário das línguas Portuguêsa e Kaigangues ou Coroados acompanhado de outro Vocabulário das línguas Cayuguas e Chavantes, ambos publicados no Catálogo dos Objetos do Museu Paranaense, obras de real valia, que por notícias, até os dias atuais são as únicas existentes no gênero. O escritor escreveu também Actualidade Indígena, um compêndio de informações indígenas, em 1908. Em 1883, publicou na Revista Sociedade de Geografia de Lisboa, o artigo Breve notícia sobre os Índios Caigangues, que foi reeditada em 1935, em Viena, na Revista Internacional de Etnologia e Lingüística Anthropos. Passou a externar seus pensamentos num pequeno semanário chamado O Tibagy, no ano de 1904, durante dois anos. Seus vários estudos na região levaram-no a sócio do Instituto Histórico e Geográfico Brasileiro e do Instituto Histórico, Geográfico e Etnográfico Paranaense. Enfim, o coronel Telêmaco Borba, destacou-se tanto, que na vida política chegou a ser prefeito do território que pertencia a Fazenda Velha, além de deputado provincial por vários mandatos.

## Os Campos do Alegre
As terras dos Campos do Alegre passaram então a ser propriedade do comendador Manoel Ignácio do Canto e Silva, que foi também brigadeiro diretor geral dos índios, vereador do município de Castro, deputado provincial e candidato ao Senado Federal. Manoel Ignácio era neto de José Félix da Silva e foi durante o período de sua posse da Fazenda do Alegre que ele mandou construir a ‘'Casa Grande'’, o casarão que passou a abrigar a sede da fazenda.
Mais tarde o militar federalista Bonifácio José Batista, conhecido como barão de Monte Carmelo, filho do sertanista Tomás Dias Batista e pertencente a uma célebre família paranaense, herdou a referida fazenda em 1864, já no período do Brasil Imperial. O barão, que foi fazendeiro, vereador do município de Castro, deputado provincial, comandante da Guarda Nacional e colaborador financeiro da Revolução Federalista, foi casado com Ana Luísa Novais do Canto e Silva, filha do comendador Manoel Ignácio. O barão faleceu em 1897 e toda suas propriedades presentes no Paraná passou para seus respectivos herdeiros.
Em 1926, descendentes de Bonifácio José Batista firmaram sociedade com o francês Edouard Fontaine de Laveleye para criar um empreendimento, resultando na fundação da Companhia Agrícola e Florestal e Estrada de Ferro Monte Alegre, que tinha como objetivo explorar as riquezas da fazenda, na forma de minérios, madeira e incentivos à agricultura. A companhia obteve empréstimo no Banco do Estado do Paraná para garantir sustentação monetária referente aos investimentos, formalizando a fazenda, em sua totalidade, como garantia. A companhia veio a falência e em 1932, a Fazenda Monte Alegre passou como propriedade ao banco, devido a arrematação.
Em 1934 os irmãos Klabin adquiriram a fazenda, visando a produção florestal. Na atualidade, a antiga sede da Fazenda Velha, faz parte dos atuais limites da Fazenda Monte Alegre, que englobou também outras localidades. Sendo assim, toda essa extensão territorial pertence até o presente momento, já no século XXI, ao grupo Klabin, se passando mais de 80 anos que essas áreas são geridas e administradas por essa empresa.

## A Casa Grande
O casarão, principal edificação antiga na fazenda, é considerado um patrimônio histórico do município de Telêmaco Borba, sendo, portanto, a única edificação presente em estilo colonial restante no município. A parte mais antiga da sede constitui entre paredes de taipa de pilão, sistema construtivo que emprega o barro umedecido socado entre formas de madeira para a confecção de panos contínuos de paredes estruturais. Esta técnica foi introduzida no Brasil pelos portugueses, e foi difundida em terras paulistas desde o século XVI.
Na época do empreendimento franco-brasileiro, supostamente foi realizado modificações no casarão, construindo, por exemplo, um alpendre fronteiro. Na década de 1930, com a aquisição das terras pela família Klabin, a sede recebeu construções de moradias para as pessoas que se dirigiam para a implantação da nova fábrica de papel. Já na década de 1980, a antiga sede da fazenda sofreu uma reforma na estrutura, projetada pelos arquitetos Hugo Segawa e Murillo Marques em 1982, para revitalizar o acervo. O acesso ao casarão se dá por estrada de terra a partir de Lagoa (cerca de 25 quilômetros), localizando na propriedade particular florestal da Klabin, à aproximadamente 6 Km do rio Alegre. A visitação pública é permitida, sob monitoramento, e é possível realizar agendamentos para grupos específicos mediante contato com a própria empresa.